# Carl Ernhaake
Carl Ernhaake född 29 juli 1894 i Björka socken, Västergötland, död 1986, var en svensk målare.
Han var son till Frans August Ernhaake och Emma Charlotte Ljungström och far till Aisa Lindblad.
Ernhaake påbörjade sin utbildning till konstnär relativt sent i livet, han var tidigare sjöman och bestämde sig för att byta inriktning. Han studerade vid Hovedskous målarskola i Göteborg 1947, och under studieresor till Paris och Danmark. Separat ställde han ut i bland annat Falköping. Hans konst består av  impressionistiskt hållna landskap och stadsbilder, ofta med figurer.